# رقیبه
رقیبه (به عربی: الرقیبة) یک شهرداری در الجزایر است که در ناحیه الرقیبه واقع شده‌است. رقیبه ۴۰٬۳۶۷ نفر جمعیت دارد و ۵۶ متر بالاتر از سطح دریا واقع شده‌است.